# 花柳壽輔 (3代目)
三代目 花柳 壽輔（さんだいめ はなやぎ じゅすけ、新字体：寿輔、1935年（昭和10年）1月10日 - 2007年（平成19年）5月23日）は、日本舞踊家。花柳流 宗家 家元三世。本名は花柳 若葉（はなやぎ わかば）。日本舞踊協会理事などを歴任し、日本舞踊の継承と発展に努めた。

## 経歴
1935年、二代目花柳壽輔（のちの花柳壽應）の長女として、銀座 木挽町に生まれる。物心ついた頃から父の厳しい教えを受け、5歳で初舞台を踏み、6歳の6月6日には、花柳流で最初に教わる『菊づくし』を習得。しかし親子による稽古は必要以上に厳しくなるので、菊づくしの後に習う『羽根の禿』以後は、花柳昌太朗が指導を行うことになった。その後昌太朗によって『羽根の禿』を習得するが、この頃から戦火が激しくなり疎開を余儀なくされ、一時舞踊から離れることになった。
終戦後に東京に戻った若葉は、青山学院の中等部、高等部を卒業し青山学院女子短期大学国文科に入学する。勉強を好んだ若葉は家元にならず大学へ進学することを考えていたが、二代目壽輔の一人娘ということもあり進学を断念。疎開以来中断していた稽古を再び昌太朗の下で再開する。短大卒業後は、二代目壽輔によって家元を継ぐ者としての厳しい教育を受けた。二代目壽輔は、「宗家の座が血脈によって受け継がれる」という戦後の慣習に抵抗を持ち、また大変な仕事である家元を女性には任せられないと考えていたが、花柳流の中で家元にふさわしい実力を認めたのは若葉のみだった。
1963年（昭和38年）1月、三代目花柳壽輔を襲名。三世家元となった壽輔は、技術の継承と、日本中に広まった花柳流組織の再編に力を注ぐ。父が主宰した花柳舞踊研究会を引き継ぎ、新作舞踊を次々と生み出した。一方で日本の子供たちに日本舞踊を広めることをに力をいれ、全国の幼稚園に日本舞踊の無料講習会の開催を働きかけ、子供向けの踊りとして「月」や「おさるのかごや」などの童謡に振り付けを行った。

## 年表
- 1935年（昭和10年）- 二代目花柳壽輔の長女として銀座木挽町に生まれる
- 1940年（昭和15年）- 5歳で初舞台
- 1955年（昭和30年）- 青山学院女子短期大学国文科卒業
- 1962年（昭和37年）- 1月、三世家元襲名式を行う
- 1963年（昭和38年）- 1月、三世家元三代目花柳壽輔を襲名披露
- 1969年（昭和44年）- 日本舞踊協会理事就任
- 1980年（昭和55年）- 東京・千代田区隼町の国立劇場の楽屋廊下で花柳幻舟に切り付けられる[2]
- 1999年（平成11年）- 中央区の公会堂ホール「日本橋劇場」のオープンを機に「中央区古典芸能の会」を立ち上げ
- 2003年（平成15年）- 江戸開府400年を記念して、6月14日に午前と午後2回の鑑賞会を開催
- 2007年（平成19年）- 5月23日午前11時33分、肝不全のため東京都内の病院で死去、72歳[1]

## 受賞・顕彰
- 1960年（昭和35年）芸術祭優秀賞[1]
- 1999年（平成11年）日本芸術院会員[1]

## 人物
- 中央区古典芸能の会会長。
- 趣味は、読書と旅行。
- 好きな言葉
  - 「秘すれば花なり秘せずは花なるべからず」（世阿弥の書き残した『風姿花伝』のなかの一節。）

## 著書
- 『女らしさ』ルック社、1967年
- 『愛のしぐさ 女のやさしさ秘訣集』徳間ブックス、1974年
- 編『二世花柳寿輔』白凰社、1972年
- 『柳緑花紅』善本社、1977年